# Nazeing
Nazeing est un village et une paroisse civile de l'Essex, en Angleterre. Il est situé dans l'ouest du comté, à quelques kilomètres au sud-ouest de la ville nouvelle de Harlow. La Lea, un affluent de la Tamise, coule à l'ouest du village. Administrativement, il relève du district d'Epping Forest.